# Lista över världsrekord i friidrott satta 2004
Det här är en lista över världsrekord i friidrott satta 2004.

## Inomhus
| Idrottare                                                                         | Land     | Gren             | Rekord   | Tävling                      | Plats      | Datum            | Gällde till      |
| --------------------------------------------------------------------------------- | -------- | ---------------- | -------- | ---------------------------- | ---------- | ---------------- | ---------------- |
| Berhane Adere                                                                     | Etiopien | 5 000 m kvinnor  | 14.39,29 | Sparkassen Cup               | Stuttgart  | 31 januari 2004  | 29 januari 2005  |
| Jelena Isinbajeva                                                                 | Ryssland | Stavhopp kvinnor | 4,81     | Pole Vault Stars             | Donetsk    | 15 februari 2004 | 15 februari 2004 |
| Jelena Isinbajeva                                                                 | Ryssland | Stavhopp kvinnor | 4,83     | Pole Vault Stars             | Donetsk    | 15 februari 2004 | 22 februari 2004 |
| Kenenisa Bekele                                                                   | Etiopien | 5 000 m män      | 12.49,60 | Birmingham Indoor Grand Prix | Birmingham | 20 februari 2004 | gäller 2022      |
| Svetlana Feofanova                                                                | Ryssland | Stavhopp kvinnor | 4,85     |                              | Aten       | 22 februari 2004 | 6 mars 2004      |
| Jelena Isinbajeva                                                                 | Ryssland | Stavhopp kvinnor | 4,86     | Inomhus-VM                   | Budapest   | 6 mars 2004      | 12 februari 2005 |
| Tatiana Lebedeva                                                                  | Ryssland | Tresteg kvinnor  | 15,16    | Inomhus-VM                   | Budapest   | 6 mars 2004      | 6 mars 2004      |
| Tatiana Lebedeva                                                                  | Ryssland | Tresteg kvinnor  | 15,25    | Inomhus-VM                   | Budapest   | 6 mars 2004      | 6 mars 2004      |
| Tatiana Lebedeva                                                                  | Ryssland | Tresteg kvinnor  | 15,36    | Inomhus-VM                   | Budapest   | 6 mars 2004      | 21 februari 2020 |
| Christian Olsson                                                                  | Sverige  | Tresteg män      | 17,83    | Inomhus-VM                   | Budapest   | 7 mars 2004      | 14 mars 2010     |
| Ryssland: Olesia Krasnomovets, Olga Kotljarova, Tatiana Ljovina, Natalja Nazarova | Ryssland | 4x400 m kvinnor  | 3.23,88  | Inomhus-VM                   | Budapest   | 7 mars 2004      | 28 januari 2006  |

## Utomhus
Internationella friidrottsförbundet beslutade 1998 att nya världsrekord kan sättas i arenor med eller utan tak. Sedam dess finns inte längre särskilda utomhusvärldsrekord, bara världsrekord och inomhusvärldsrekord. Därför innehåller den här listan flera världsrekord i stavhopp som satts inomhus och som även räknas som inomhusvärldsrekord.
| Idrottare            | Land      | Gren                   | Rekord   | Tävling                  | Plats      | Datum             | Gällde till      |
| -------------------- | --------- | ---------------------- | -------- | ------------------------ | ---------- | ----------------- | ---------------- |
| Jelena Isinbajeva    | Ryssland  | Stavhopp kvinnor       | 4,83     | Pole Vault Stars         | Donetsk    | 15 februari 2004  | 22 februari 2004 |
| Svetlana Feofanova   | Ryssland  | Stavhopp kvinnor       | 4,85     |                          | Aten       | 22 februari 2004  | 6 mars 2004      |
| Jelena Isinbajeva    | Ryssland  | Stavhopp kvinnor       | 4,86     | Inomhus-VM               | Budapest   | 6 mars 2004       | 27 juni 2004     |
| Paul Malakwen Kosgei | Kenya     | 25 km män              | 1:12.45  | 25 km von Berlin         | Berlin     | 9 maj 2004        | 9 maj 2010       |
| Kenenisa Bekele      | Etiopien  | 5 000 m män            | 12.37,35 | FBK-Games                | Hengelo    | 31 maj 2004       | 14 augusti 2020  |
| Kenenisa Bekele      | Etiopien  | 10 000 m män           | 26.20,31 | Zlatá tretra             | Ostrava    | 8 juni 2004       | 26 augusti 2005  |
| Elvan Abeylegesse    | Turkiet   | 5 000 m kvinnor        | 14.24,68 | Bislett Games            | Bergen     | 11 juni 2004      | 3 juni 2006      |
| Jelena Isinbajeva    | Ryssland  | Stavhopp kvinnor       | 4,87     | British Grand Prix       | Gateshead  | 27 juni 2004      | 4 juli 2004      |
| Gulnara Samitova     | Ryssland  | 3 000 m hinder kvinnor | 9.01,59  | Herakleion Tsiklitiria   | Heraklion  | 4 juli 2004       | 17 augusti 2008  |
| Svetlana Feofanova   | Ryssland  | Stavhopp kvinnor       | 4,88     | Herakleion Tsiklitiria   | Heraklion  | 4 juli 2004       | 25 juli 2004     |
| Jelena Isinbajeva    | Ryssland  | Stavhopp kvinnor       | 4,89     | Birmingham International | Birmingham | 25 juli 2004      | 30 juli 2004     |
| Jelena Isinbajeva    | Ryssland  | Stavhopp kvinnor       | 4,90     | London Grand Prix        | London     | 30 juli 2004      | 24 augusti 2004  |
| Jelena Isinbajeva    | Ryssland  | Stavhopp kvinnor       | 4,91     | Olympiska spelen         | Aten       | 24 augusti 2004   | 3 september 2004 |
| Liu Xiang            | Kina      | 110 m häck män         | 12,91    | Olympiska spelen         | Aten       | 27 augusti 2004   | 11 juli 2006     |
| Jelena Isinbajeva    | Ryssland  | Stavhopp kvinnor       | 4,92     | Memorial Van Damme       | Bryssel    | 3 september 2004  | 5 juli 2005      |
| Saif Saaeed Shaheen  | Qatar     | 3 000 m häck män       | 7.53,63  | Memorial Van Damme       | Bryssel    | 3 september 2004  | gäller 2022      |
| Marie Collonvillé    | Frankrike | Tiokamp kvinnor        | 8 150    | Décastar                 | Talence    | 26 september 2004 | 15 april 2005    |

## U20-rekord
| Idrottare       | Land     | Gren                  | Rekord   | Tävling            | Plats      | Datum            | Gällde till     |
| --------------- | -------- | --------------------- | -------- | ------------------ | ---------- | ---------------- | --------------- |
| Usain Bolt      | Jamaica  | 200 m pojkar          | 19,93    | CARIFTA Games      | Devonshire | 11 april 2004    | 26 juni 2021    |
| Zhang Wenxiu    | Kina     | Släggkastning flickor | 72,37    |                    | Nanning    | 18 april 2004    | 25 juni 2005    |
| Tirunesh Dibaba | Etiopien | 5 000 m flickor       | 14.30,88 | Bislett Games      | Bergen     | 11 juni 2004     | gäller 2022     |
| Allyson Felix   | USA      | 200 m flickor         | 22,18    | Olympiska spelen   | Aten       | 25 augusti 2004  | 3 augusti 2021  |
| Boniface Kiprop | Uganda   | 10 000 m pojkar       | 27.04,00 | Memorial Van Damme | Bryssel    | 3 september 2004 | 26 augusti 2005 |

## U20-inomhusrekord
Vid sin kongress 2011 beslutade IAAF att införa inomhusvärldsrekord för juniorer. De nya reglerna började gälla 1 november 2011. I samband med det publicerades en lista över tidigare prestationer som godkändes som de första rekorden.
| Idrottare        | Land     | Gren            | Rekord   | Tävling                      | Plats        | Datum            | Gällde till     |
| ---------------- | -------- | --------------- | -------- | ---------------------------- | ------------ | ---------------- | --------------- |
| Tirunesh Dibaba  | Etiopien | 5 000 m flickor | 14.53,99 | Adidas Indoor Games          | Boston       | 31 januari 2004  | gäller 2022     |
| Meskerem Legesse | Etiopien | 800 m flickor   | 2.01,03  | Fayetteville Invitational    | Fayetteville | 14 februari 2004 | 30 januari 2021 |
| Tirunesh Dibaba  | Etiopien | 3 000 m flickor | 8.33,56  | Birmingham Indoor Grand Prix | Birmingham   | 20 februari 2004 | gäller 2022     |
| Sanya Richards   | USA      | 400 m flickor   | 50,82    | NCAA Indoor Championships    | Fayetteville | 13 mars 2004     | gäller 2022     |